# Nokia 1208
Nokia 1208 là điện thoại di động GSM giá rẻ do Nokia sản xuất, thuộc dòng Ultrabasic. Chiếc điện thoại này được công bố vào tháng 5 năm 2007, ra mắt chính thức vào tháng 10 cùng năm. Về cơ bản Nokia 1208 hầu như giống với 1200, điểm khác biệt duy nhất là màn hình màu. Chiếc điện thoại này đã bán được 100 triệu chiếc, trở thành một trong những chiếc điện thoại thành công nhất cho đến nay, cùng với Nokia 1200, với 150 triệu chiếc được bán.

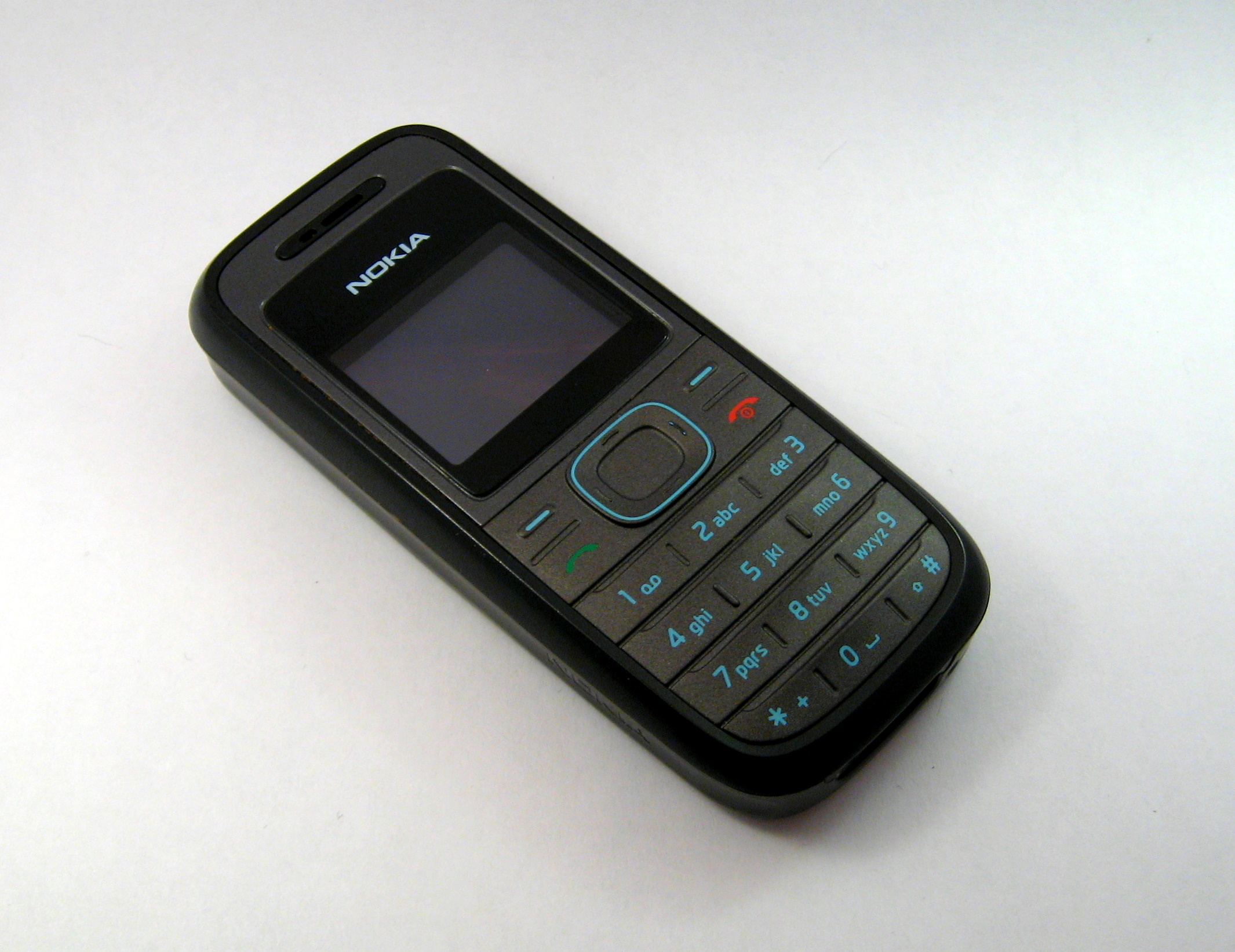

Trọng lượng của Nokia 1208 chỉ có 77g, kích thước 102x44.1x17.5mm giúp dễ dàng mang theo và có cảm giác cầm thoải mái trong tay của bạn. Máy hỗ trợ nhạc chuông đơn âm sắc được cài đặt sẵn. Đèn pin flash được bố trí ở đầu máy. Bạn có thể tắt mở đèn này dễ dàng với phím chuyên dụng.
Nokia 1208 có danh bạ hỗ trợ lưu giữ 200 số cung cấp đủ cho bạn không gian để lưu tất cả các số liên lạc quan trọng. Các tính năng khác đáp ứng nhu cầu cơ bản của bạn bao gồm: Tin nhắn nhanh có hỗ trợ gửi văn bản và hình ảnh, quay số nhanh, theo dõi cuộc gọi, lịch, báo thức.
Dung lượng pin của máy là 700mAh cho bạn thời gian nói chuyện liên tục tới 7 giờ, thời gian chờ lên tới 15 ngày.

## Tính năng
| Tổng quan               | Mạng                                                            | GSM 900 / GSM 1800                 |
| Tổng quan               | Ra mắt                                                          | Tháng 10/2007                      |
| Kích thước              | Kích thước                                                      | 102 x 44.1 x 17.5 mm, 67 cc        |
| Kích thước              | Trọng lượng                                                     | 77 gam                             |
| Hiển thị                | Loại                                                            | Màn hình CSTN, 65.536 màu          |
| Hiển thị                | Kích cỡ                                                         | 96 x 68 pixels, 29 x 23 mm         |
| Hiển thị                | - Themes and wallpapers                                         |                                    |
| Tùy chọn                | Kiểu chuông                                                     | Nhạc chuông 32 âm sắc              |
| Tùy chọn                | Rung                                                            | Có                                 |
| Tùy chọn                | Ngôn ngữ                                                        | Tiếng Việt, Tiếng Anh, Tiếng Trung |
| Bộ nhớ                  | Lưu trong máy                                                   | 200 mục                            |
| Bộ nhớ                  | Các số đã gọi                                                   | 20                                 |
| Bộ nhớ                  | Cuộc gọi đã nhận                                                | 20                                 |
| Bộ nhớ                  | Cuộc gọi nhỡ                                                    | 20                                 |
| Bộ nhớ                  | - 4 MB bộ nhớ trong                                             |                                    |
| Đặc điểm                | Tin nhắn                                                        | SMS                                |
| Đặc điểm                | Đồng hồ                                                         | Có                                 |
| Đặc điểm                | Báo thức                                                        | Có                                 |
| Đặc điểm                | Dữ liệu                                                         | Không                              |
| Đặc điểm                | Hồng ngoại                                                      | Không                              |
| Đặc điểm                | Bluetooth                                                       | Không                              |
| Đặc điểm                | Trò chơi                                                        | Snake Xenzia, Bounce, Rapid Roll   |
| Đặc điểm                | Màu                                                             | Đỏ, Đen                            |
| Đặc điểm                | - T9 - Lịch - Máy tính - Công cụ chuyển đổi tiền tệ - Loa ngoài |                                    |
| Thời gian hoạt động pin | Thời gian hoạt động pin                                         | Pin chuẩn, Li-Ion 700 mAh (BL-5CA) |
| Thời gian chờ           | Thời gian chờ                                                   | Lên đến 365 giờ                    |
| Thời gian đàm thoại     | Thời gian đàm thoại                                             | Lên đến 7 giờ                      |